# Mani Acili Glabrió (cònsol any 91)
Mani Acili Glabrió (en llatí: Manius Acilius Glabrio) va ser un magistrat romà. Formava part de la gens Acília, i era de la família dels Glabrió.
Va ser nomenat cònsol amb Trajà l'any 91. Els auguris van prometre a Trajà l'imperi i la mort del seu col·lega en el consolat.
Per complaure a Domicià va actuar com a gladiador a l'amfiteatre de la finca de l'emperador a Alba i va matar un lleó d'una mida excepcionalment gran amb grans aplaudiments dels espectadors. Sembla que més tard, l'emperador, per enveja d'aquella victòria, el va desterrar i després el va fer executar amb falsos pretextos.